# Urofilia

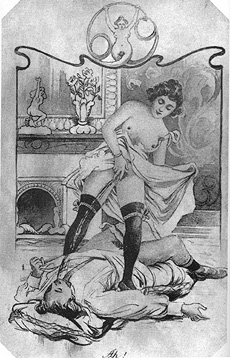
Urofilia.

Urofilia está designada à excitação associada ao ato de urinar ou receber o jato urinário do parceiro, chegando-se, em alguns casos, a beber a urina. A urina pode ser depositada no ânus ou vagina. É também designada como Ondinismo ou Urolagnia ou pelo termo popular "Chuva Dourada". Em inglês, numa versão também usada em português, é chamada Golden shower.

## Visão geral
Como uma parafilia, a urina pode ser consumida ou a pessoa pode tomar banho nela. Outras variações incluem excitação de molhar ou ver alguém urinar em suas calças ou roupas de baixo, ou urinar na cama. Outras formas de urofilia podem envolver uma tendência a se excitar sexualmente pelo cheiro de roupas encharcadas de urina ou partes do corpo. Em muitos casos, surge uma forte correlação ou condicionamento entre o cheiro ou a visão da urina e o ato sexual. Para alguns indivíduos, o fenômeno pode incluir um fetiche de fralda e/ou excitação do infantilismo.
A urofilia é às vezes associada ou confundida com a excitação de ter uma bexiga cheia ou uma atração sexual por outra pessoa experimentando o desconforto ou a dor de uma bexiga cheia, possivelmente uma inclinação sadomasoquista.

## Variações comuns
- Roupas molhadas: a pessoa fica sexualmente excitada molhando a roupa ou observando outra pessoa fazendo isso. Normalmente, essa pessoa prefere encenar a umidade para que suas pernas (ou outras partes do corpo) fiquem encharcadas de urina. A sensação de calor sentida quando a urina escorre no corpo parece dar sentimentos muito relaxantes e agradáveis à pessoa. Em muitos casos, essa pessoa também é despertada pelo cheiro de partes do corpo que têm cheiro de urina. Outros ficam excitados dizendo a algumas pessoas quando elas perderam o controle e se molharam. Alguns preferem um tipo particular de roupa para urinar.

- Exibicionismo: Tornar-se visivelmente desesperado ou molhar-se com o propósito expresso de ser visto por estranhos. Os praticantes descreveram ir a lugares públicos, como um shopping ou um parque. Alguns pretendem criar situações em que outras pessoas possam ver suas roupas molhadas.[4]

- Mictório humano: Dentro da comunidade de BDSM, alguns indivíduos desejam ser usados como mictório humano e alguns desejam usar um mictório humano. A pessoa submissa é geralmente proibida de colocar seus lábios diretamente no corpo da pessoa dominante, de modo que a prática rotineiramente os envolve recebendo grande parte da urina em todo o rosto, cabelo e corpo; no entanto, outra maneira de fazer isso, que se aplica principalmente aos dominadores masculinos, é colocar a boca na cabeça do pênis e beber a urina quando ela é liberada. Uma outra variação menos comum desta prática envolve o parceiro dominante urinar dentro da vagina ou ânus do parceiro submisso, que é normalmente seguido pelo parceiro submisso ejetando a urina de seu(s) orifício(s).

- Omorashi: O ato de segurar a própria urina até que a necessidade de urinar seja urgente, fazer outra retenção na urina, ou observar outra pessoa com uma necessidade urgente de urinar. Este fetiche às vezes se origina de memórias de infância de necessidade, ou de ver outra necessidade, de urinar. A excitação pode ser desencadeada ao ver os movimentos do corpo ou expressões faciais dessa pessoa. Também pode ser aumentado pela pessoa dizendo que eles têm que urinar. A excitação de estar desesperada vem da sensação de ter uma bexiga cheia.[5]

- Pussing: Expressão britânica para uma atividade envolvendo um casal que consente, onde o parceiro masculino observa a mulher urinar de outra forma não detectada em um local semipúblico, geralmente um cubículo de banheiro em um pub, hotel, restaurante, teatro/cinema, escritório, clube etc. As estratégias e táticas usadas para contrabandear um dos dois para dentro e para fora do banheiro, não detectadas, são tão importantes ou quase tão importantes quanto a micção. A atividade é feita por si só ou como parte ou prelúdio de outras atividades que muitas vezes envolvem sexo.

- Voyeurismo: ver outro urinar sem o conhecimento da pessoa por meio de uma gravação de vídeo por uma câmera escondida, ou por espreitar em locais onde as pessoas estão urinando ou tendem a ter vontade de urinar.[6][7]

## Frequência
Jennifer Eve Rehor, da San Francisco State University, aponta que os dados existentes sobre o que ela chama de comportamento sexual "não convencional" ou "torcido" geralmente são problemáticos devido à maneira como foi coletado, por meio de estudos de casos criminais e clínicos. O comportamento que não aparece em estudos criminais nem em estudos clínicos (por exemplo, porque os indivíduos em questão não costumam procurar ajuda profissional) é, portanto, subnotificado. Rehor, contudo, pesquisou 1 764 participantes do sexo feminino no comportamento "kink" (principalmente associados com BDSM) em 2010-11, recebendo 1 580 respostas válidas. O que Rehor chama de "brincadeira de urina" é relativamente pouco frequente, com apenas 36,52% de sua amostra relatando ter recebido ou ter feito isso com eles. Em contrapartida, 93,99% de sua amostra relataram ter feito palmada ou ter feito isso para eles, e 61,96% relataram ter usado ou exposto a penas/pelo. É impossível extrapolar os dados de Rehor para a população em geral, mas seu estudo fornece um guia para a prevalência na comunidade BDSM estadunidense.

## Praticantes notáveis

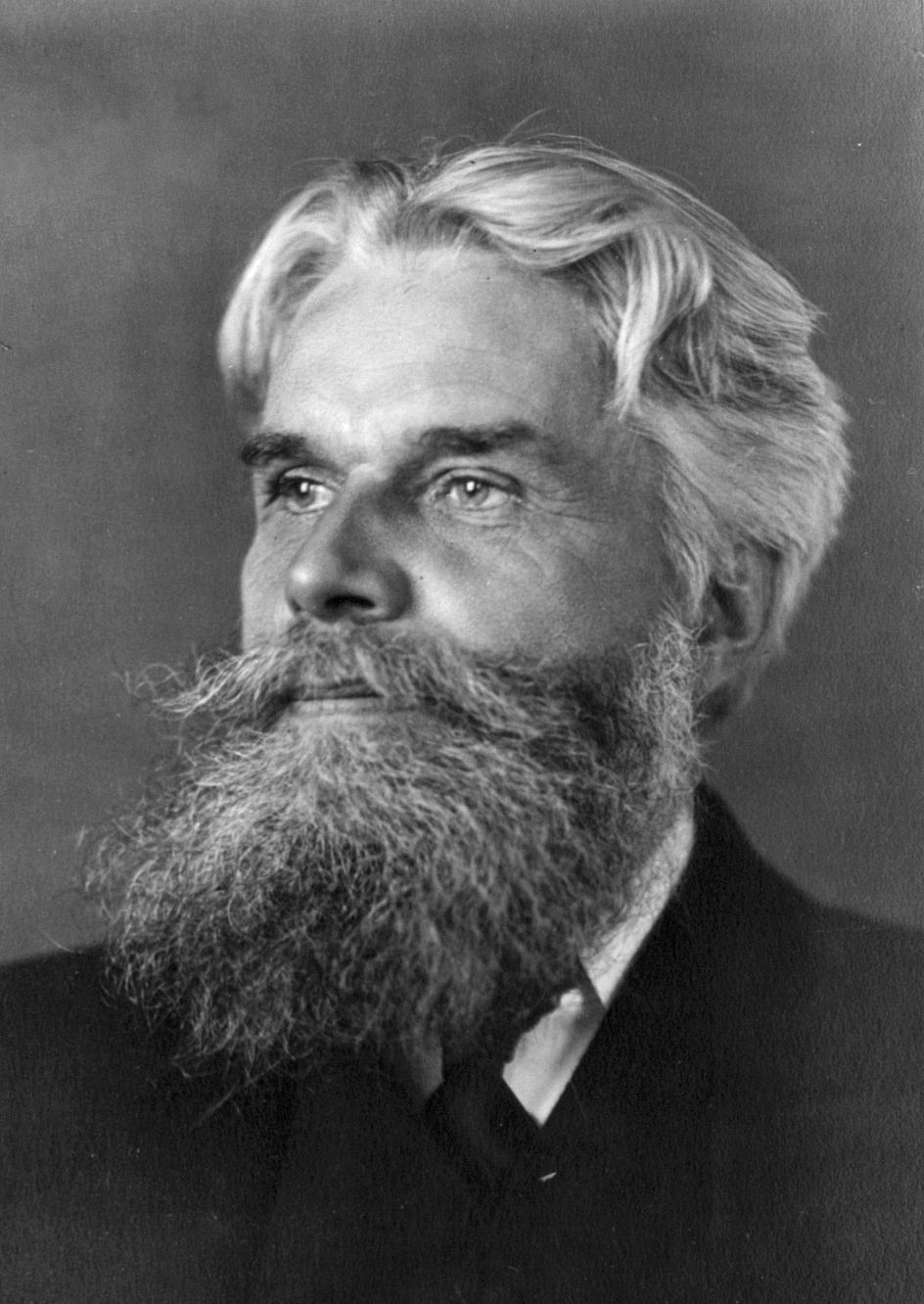
O Sexologista britânico Havelock Ellis

- Chuck Berry: Músico estadunidense que foi convidado a urinar em uma mulher em uma cena de pornô real e foi processado por filmar dezenas de mulheres no banheiro de um restaurante que possuía.[10][11]
- Havelock Ellis: sexólogo britânico que era impotente até aos 60 anos, ele descobriu que ele foi despertado pela visão de uma mulher urinar.[12]
- Albert Fish: um assassino em série estadunidense, também conhecido como The Grayman, The Boogeyman. Ele escreveu várias cartas para as viúvas com anúncios do New York Times e descreveu em detalhes as mulheres que urinavam sobre ele, dentro dele e em copos para que ele pudesse beber. Mais tarde, ele forçou crianças a beber urina.[13]
- Ashley MacIsaac: Violinista e cantor da Nova Escócia. Em 1996, ele falou com um entrevistador da revista Maclean's mencionando sua vida sexual, incluindo seu namorado e seu gosto pela urolagnia. Em 2003, ele disse a um entrevistador do Montreal Mirror que ele ama ter homens urinando nele.[14]
- Ricky Martin: um cantor porto-riquenho. Ele deu uma entrevista à revista Blender em que ele afirmou que gostava de "fornecer chuva dourada".[12][15]
- Patrice O'Neal: comediante estadunidense que em várias ocasiões mencionou seu apreço por chuvas douradas, mesmo afirmando que sua namorada percebeu que sua urina tinha gosto de "bolo de aniversário" é como ele descobriu que sofria de diabetes.[12]
- Rockbitch: banda britânica na maior parte feminina, apresentando muitos atos sexuais, incluindo a micção como parte de seu ato no palco.[16]
- Annie Sprinkle: atriz pornô estadunidense, mais tarde virou educadora sexual e defende o prazer sexual feminino. Seu nome artístico é derivado de sua obsessão por fluidos.[17]
- Troughman: um australiano conhecido na média de Sydney por deitar em poças de urinas nas festas do Sydney Mardi Gras e outros eventos.[18]
- Ian Watkins: o ex-vocalista da banda de rock galesa Lostprophets. Condenado em dezembro de 2013 de inúmeras acusações de abuso sexual infantil, que incluem urolagnia.[19]